# Bedmar y Garcíez
Bedmar y Garcíez é um município da Espanha na província de Jaén, comunidade autónoma da Andaluzia, de área 119 km² com população de 3185 habitantes (2006) e densidade populacional de 26,76 hab./km².

## Demografia
| Variação demográfica do município entre 1991 e 2004 | Variação demográfica do município entre 1991 e 2004 | Variação demográfica do município entre 1991 e 2004 | Variação demográfica do município entre 1991 e 2004 |
| --------------------------------------------------- | --------------------------------------------------- | --------------------------------------------------- | --------------------------------------------------- |
| 1991                                                | 1996                                                | 2001                                                | 2004                                                |
| 3480                                                | 3234                                                | 3246                                                | 3227                                                |